# Pokal Slovenije 2000/01
Der Pokal Slovenije 2000/01 war die zehnte Austragung des slowenischen Fußballpokalwettbewerbs der Herren. Pokalsieger wurde ND HIT Gorica, der sich im Finale gegen Titelverteidiger NK Olimpija Ljubljana durchsetzte.
Durch den Sieg im Finale qualifizierte sich Gorica für die Qualifikationsrunde im UEFA-Pokal 2001/02.

## Teilnehmer
| Nogometna Liga 1999/2000  |
| ------------------------- |
| NK Maribor Piovarna Laško |
| ND HIT Gorica             |
| NK Rudar Velenje          |
| NK Korotan Prevalje       |
| NK Primorje               |
| NK Publikum Celje         |
| NK Olimpija Ljubljana     |
| NK Dravograd              |
| NK Domžale                |
| NK Mura                   |
| NK Feroterm Pohorje       |
| ND Petrošnik Beltinci     |

| Sieger des Regionalpokals | Sieger des Regionalpokals                        |
| ------------------------- | ------------------------------------------------ |
| MNZ Celje                 | NK Šentjur, NK Vransko                           |
| MNZ Koper                 | NK Korte, NK Jadran Šepič                        |
| MNZG Kranj                | NK Živila Triglav Kranj, NK Bled                 |
| MNZ Lendava               | NK Odranci, NK Nafta Lendava                     |
| MNZ Ljubljana             | NK Elan, NK Bela krajina, NK Livar Ivanča Gorica |
| MNZ Maribor               | NK Železničar Maribor, NK Pobrežje, NK Paloma    |
| MNZ Murska Sobota         | NK Kema Puconci, ŠNK Bakovci                     |
| MNZ Nova Gorica           | NK Renče-Goriške Brda, NK Tolmin                 |
| MNZ Ptuj                  | NK Boč Poljčane, NK Aluminij                     |

## Modus
In den beiden ersten Runden wurde der Sieger in einem Spiel ermittelt. Stand es nach der regulären Spielzeit von 90 Minuten unentschieden, kam es zur Verlängerung von zweimal 15 Minuten und falls danach immer noch kein Sieger feststand zum Elfmeterschießen. Ab dem Viertelfinale wurden die Sieger in Hin- und Rückspiel ermittelt. Unterklassige Teams hatten bis zum Achtelfinale Heimrecht.

## 1. Runde
| Datum                 |                         | Ergebnis  |                           |
| --------------------- | ----------------------- | --------- | ------------------------- |
| 15.07.2000, 17:30 Uhr | NK Vransko              | 1:4       | NK Maribor Piovarna Laško |
| 16.07.2000, 16:30 Uhr | NK Livar Ivanča Gorica  | 0:2       | NK Korotan Prevalje       |
| 16.07.2000, 17:30 Uhr | NK Feroterm Pohorje     | 0:1       | NK Mura                   |
| 16.07.2000, 17:30 Uhr | NK Kema Puconci         | 1:5       | NK Domžale                |
| 16.07.2000, 17:30 Uhr | NK Korte                | 1:6       | ND HIT Gorica             |
| 16.07.2000, 17:30 Uhr | NK Bled                 | 0:7       | NK Dravograd              |
| 16.07.2000, 17:30 Uhr | NK Železničar Maribor   | 1:4       | NK Rudar Velenje          |
| 16.07.2000, 17:30 Uhr | NK Olimpija Ljubljana   | 1:0 n. V. | NK Publikum Celje         |
| 16.07.2000, 17:30 Uhr | NK Renče-Goriške Brda   | 0:5       | NK Primorje               |
| 06.08.2000, 17:00 Uhr | NK Aluminij             | 10:00     | NK Bela krajina           |
| 06.08.2000, 17:00 Uhr | NK Tolmin               | 0:1       | ŠNK Bakovci               |
| 06.08.2000, 17:00 Uhr | NK Boč Poljčane         | 0:4       | NK Paloma                 |
| 06.08.2000, 17:00 Uhr | NK Živila Triglav Kranj | 7:2       | NK Odranci                |
| 06.08.2000, 17:00 Uhr | NK Elan                 | 1:0       | NK Pobrežje               |
| 06.08.2000, 17:00 Uhr | NK Nafta Lendava        | 5:0       | ND Petrošnik Beltinci     |
| 06.08.2000, 17:00 Uhr | NK Jadran Šepič         | 2:1       | NK Šentjur                |

## Achtelfinale
| Datum                 |                         | Ergebnis |                           |
| --------------------- | ----------------------- | -------- | ------------------------- |
| 05.09.2000, 16:30 Uhr | ND HIT Gorica           | 3:0      | NK Domžale                |
| 05.09.2000, 16:30 Uhr | NK Paloma               | 0:9      | NK Olimpija Ljubljana     |
| 06.09.2000, 16:30 Uhr | NK Aluminij             | 0:2      | NK Maribor Piovarna Laško |
| 06.09.2000, 16:30 Uhr | NK Živila Triglav Kranj | 1:3      | NK Primorje               |
| 06.09.2000, 16:30 Uhr | NK Jadran Šepič         | 3:0      | NK Nafta Lendava          |
| 06.09.2000, 16:30 Uhr | NK Mura                 | 0:2      | NK Dravograd              |
| 06.09.2000, 18:00 Uhr | NK Rudar Velenje        | 1:0      | NK Korotan Prevalje       |
| 07.09.2000, 16:30 Uhr | ŠNK Bakovci             | 1:2      | NK Elan                   |

## Viertelfinale
Die Hinspiele fanden am 18. Oktober 2000 statt, die Rückspiele am 25. Oktober 2000.
|                           | Gesamt |                       | Hinspiel | Rückspiel |
| ------------------------- | ------ | --------------------- | -------- | --------- |
| NK Dravograd              | 2:4    | NK Rudar Velenje      | 1:2      | 1:2       |
| ND HIT Gorica             | 7:1    | NK Primorje           | 6:1      | 1:0       |
| NK Elan                   | 2:1    | NK Jadran Šepič       | 1:0      | 1:1       |
| NK Maribor Piovarna Laško | 2:3    | NK Olimpija Ljubljana | 2:0      | 0:3       |

## Halbfinale
Die Hinspiele fanden am 14. März 2001 statt, die Rückspiele am 4. April 2001.
|                  | Gesamt |                       | Hinspiel | Rückspiel |
| ---------------- | ------ | --------------------- | -------- | --------- |
| NK Rudar Velenje | 1:6    | NK Olimpija Ljubljana | 0:2      | 1:4       |
| ND HIT Gorica    | 5:3    | NK Elan               | 3:1      | 2:2       |

## Finale

### Hinspiel
| Paarung               | NK Olimpija Ljubljana – ND HIT Gorica |
| Ergebnis              | 1:0 (1:0) |
| Datum                 | 8. Mai 2001 um 18:00 Uhr |
| Stadion               | Bežigrad-Stadion, Ljubljana |
| Zuschauer             | 3.500 |
| Schiedsrichter        | Robert Krajnc |
| Tore                  | 1:0 Sebastjan Cimirotič (20.) |
| NK Olimpija Ljubljana | Nihad Pejkovič – Dejan Stefanovič, Goran Granič, Damjan Ošlaj, Franc Fridl – Goran Jolič (90.+3' Darko Karapetrović), Sebastjan Cimirotič, Blaž Puc (51. Ermin Raković), Ismet Muniši – Amir Agič (82. Gregor Mirtič), Dušan Kosič. Cheftrainer: Bojan Prašnikar |
| ND HIT Gorica         | Borut Mavrič – Florijan Debenjak (46. Zoran Buinac), Miha Pitamic, Anton Žlogar, Patrik Ipavec – Elvis Ribarič, Aleš Kokot (72. Goran Gutaj), Matej Mavrič, Mitja Brulc – Matej Šnofl, Artim Sakiri. Cheftrainer: Toni Tomažič                                   |
| Gelbe Karten          | keine – Aleš Kokot |

### Rückspiel
| Paarung               | ND HIT Gorica – NK Olimpija Ljubljana |
| Ergebnis              | 4:2 (1:0) |
| Datum                 | 17. Mai 2001 um 17:00 Uhr |
| Stadion               | Športni Park, Nova Gorica |
| Zuschauer             | 1.200 |
| Schiedsrichter        | Darko Čeferin |
| Tore                  | 1:0 Patrik Ipavec (45.) 2:0 Anton Žlogar (60.) 3:0 Miha Pitamic (67.) 3:1 Ermin Raković (82.) 4:1 Artim Sakiri (84., Elfmeter) 4:2 Damjan Ošlaj (87.)                                                                                                   |
| ND HIT Gorica         | Borut Mavrič – Zoran Buinac, Miran Srebrnič (80. Matej Mavrič), Miha Pitamic, Anton Žlogar – Patrik Ipavec (88. Aleš Kokot), Goran Gutaj (68. Alen Ščulac), Elvis Ribarič, Mitja Brulc – Matej Šnofl, Artim Sakiri. Cheftrainer: Toni Tomažič           |
| NK Olimpija Ljubljana | Nihad Pejkovič – Dejan Stefanovič, Goran Granič, Damjan Ošlaj, Franc Fridl (72. Sebastjan Cimirotič) – Siniša Jukić, Ermin Raković, Blaž Puc (56. Goran Jolić), Ismet Muniši (44. Gregor Mirtič) – Amir Agič, Dušan Kosič. Cheftrainer: Bojan Prašnikar |
| Gelbe Karten          | Anton Žlogar – Ismet Muniši, Nihad Pejkovič |